# Varínské podolie
Varinské podolie je geomorfologický podcelek Žilinské kotliny.

## Vymezení
Rozkládá se východně od Žiliny a zahrnuje celou Terchovskou dolinu a povodí Varínky. Území ve tvaru trojúhelníku je vklíněné mezi Malou Fatru a Kysuckou vrchovinu. Z jihozápadu ho ohraničuje údolí Váhu, západně od Varína navazuje Žilinská pahorkatina, severní hranice oddělují Kysucké bradlá a na jihovýchodě se ostře zvedá Krivánska Malá Fatra. Na jihu malá část Varinského podolia sousedí s Lúčanskou Malou Fatrou.

## Ochrana území
Téměř celé území (mimo malé části na jihozápadě) patří do ochranného pásma Národního parku Malá Fatra. Na říčce Varínka je přírodní památka Krasniansky luh.

## Osídlení
Ve Varinském podolí leží obce Terchová, Belá, Stráža, Dolná Tižina, Krasňany, Varín a Nezbudská Lúčka. Dopravně toto území obsluhuje silnice Žilina-Párnica, jižním okrajem vede železniční trať Žilina-Košice a jedinečné dopravní spojení vytváří přívoz v Nezbudské Lúčce.